# Kanton Beine-Nauroy
Der Kanton Beine-Nauroy war bis 2015 ein französischer Kanton im Arrondissement Reims im Département Marne und in der Region Champagne-Ardenne; sein Hauptort war Beine-Nauroy, Vertreter im Generalrat des Départements war zuletzt von 2004 bis 2015 Alphonse Schwein.
Der Kanton Beine-Nauroy war 327,13 km² groß und hatte (1999) 8.587 Einwohner, was einer Bevölkerungsdichte von 26 Einwohnern pro km² entsprach.

## Gemeinden
Der Kanton bestand aus 17 Gemeinden:
| Gemeinde                   | Einwohner Jahr | Fläche km² | Bevölkerungsdichte | Code INSEE | Postleitzahl |
| -------------------------- | -------------- | ---------- | ------------------ | ---------- | ------------ |
| Aubérive                   | 226 (2013)     | –          | – Einw./km²        | 51019      | 51600        |
| Beine-Nauroy               | 1.052 (2013)   | –          | – Einw./km²        | 51046      | 51490        |
| Berru                      | 511 (2013)     | –          | – Einw./km²        | 51052      | 51420        |
| Bétheniville               | 1.244 (2013)   | –          | – Einw./km²        | 51054      | 51490        |
| Cernay-lès-Reims           | 1.284 (2013)   | –          | – Einw./km²        | 51105      | 51420        |
| Dontrien                   | 215 (2013)     | –          | – Einw./km²        | 51216      | 51490        |
| Époye                      | 445 (2013)     | –          | – Einw./km²        | 51232      | 51490        |
| Nogent-l’Abbesse           | 593 (2013)     | –          | – Einw./km²        | 51403      | 51420        |
| Pontfaverger-Moronvilliers | 1.718 (2013)   | –          | – Einw./km²        | 51440      | 51490        |
| Prosnes                    | 520 (2013)     | –          | – Einw./km²        | 51447      | 51400        |
| Prunay                     | 1.045 (2013)   | –          | – Einw./km²        | 51449      | 51360        |
| Saint-Hilaire-le-Petit     | 337 (2013)     | –          | – Einw./km²        | 51487      | 51490        |
| Saint-Martin-l’Heureux     | 85 (2013)      | –          | – Einw./km²        | 51503      | 51490        |
| Saint-Masmes               | 456 (2013)     | –          | – Einw./km²        | 51505      | 51490        |
| Saint-Souplet-sur-Py       | 135 (2013)     | –          | – Einw./km²        | 51517      | 51600        |
| Selles                     | 385 (2013)     | –          | – Einw./km²        | 51529      | 51490        |
| Vaudesincourt              | 88 (2013)      | –          | – Einw./km²        | 51600      | 51600        |

## Bevölkerungsentwicklung
| 1962  | 1968  | 1975  | 1982  | 1990  | 1999  | 2009  | 2012   |
| ----- | ----- | ----- | ----- | ----- | ----- | ----- | ------ |
| 5 974 | 6 679 | 6 888 | 7 466 | 8 151 | 8 587 | 9 925 | 10 298 |